# Стрезовце
 Тази статия е за селото в Северна Македония.  За селото в Сърбия вижте Стрезовце (община Прешево).  
Стрезовце или Стрезовци (на македонска литературна норма: Стрезовце) е село в Северна Македония, в община Старо Нагоричане.

## География
Селото е разположено в областта Средорек на два километра южно от пътя Кюстендил - Куманово.

## История
Край селото е мегалитът Шуплива карпа.
Църквата „Свети Никола“ е от 1606 година.
В края на XIX век Стрезовце е българско село в Кумановска каза на Османската империя. Според статистиката на Васил Кънчов („Македония. Етнография и статистика“) от 1900 г. Стрезовци е населявано от 285 жители българи християни.
По-голямата част от християнско население на селото е под върховенството на Българската екзархия. Според патриаршеския митрополит Фирмилиан в 1902 година в селото има 14 сръбски патриаршистки къщи. По данни на секретаря на екзархията Димитър Мишев („La Macédoine et sa Population Chrétienne“) в 1905 година в Стрезовци има 224 българи екзархисти, 64 българи патриаршисти сърбомани и 12 власи. В селото функционира българско училище. Според секретен доклад на българското консулство в Скопие 40 от 53 къщи в селото през 1904 година под натиска на сръбската пропаганда в Македония признават Цариградската патриаршия.
В учебната 1907/1908 година според Йован Хадживасилевич в селото има патриаршистко училище.
Според преброяването от 2002 година селото има 117 жители.
| Националност     | Всичко |
| северномакедонци | 115    |
| албанци          | 0      |
| турци            | 0      |
| роми             | 0      |
| власи            | 0      |
| сърби            | 2      |
| бошняци          | 0      |
| други            | 0      |

## Личности
Родени в Стрезовце
- Горазд Европейски (р. 1934), митрополит на МПЦ